# Raión de Pavlogrado
Raión de Pavlogrado (en ucraniano: Павлоградський район) es un raión o distrito de Ucrania en el óblast de Dnipropetrovsk. La capital es la ciudad de Pavlogrado.
Comprende una superficie de 2430,1 km².

## Demografía
Según estimación 2010 contaba con una población total de 28869 habitantes.

## Otros datos
El código KOATUU fue 1223500000. El código postal 51450 y el prefijo telefónico +380 563.